# Galleria di Ognina
La galleria di Ognina è un tunnel ferroviario a semplice binario fino al 2009, a doppia canna da tale data, posto tra le due stazioni ferroviarie di Cannizzaro e di Catania Centrale nella tratta urbana della ferrovia Messina-Siracusa, in Sicilia.
La costruzione della galleria fu una delle conseguenze a distanza della contestata decisione di scegliere il tracciato ferroviario a sud della città nel progetto, del 1864, della Società Vittorio Emanuele per il proseguimento dei lavori di costruzione della linea ferroviaria proveniente da Messina per Siracusa. Il progetto aveva scatenata la serrata opposizione delle autorità, della Camera di Commercio e delle maestranze cittadine ma la società ferroviaria aveva realizzato con l'avallo del Ministero dei lavori pubblici il percorso litoraneo che circondava, come una cintura di ferro, la città da nord a sud impedendo di fatto ogni accesso a mare.
Già nel secondo dopoguerra si fecero sempre più pressanti le richieste di eliminazione della cintura di ferro dato che gli innumerevoli passaggi a livello strozzavano tutte le strade di accesso al mare e perfino la SS 114 anche in conseguenza dell'elevato volume di traffico ferroviario. A metà degli anni cinquanta il progetto di interramento di circa un km di binario divenne realtà; venne iniziato lo scavo della immensa scogliera lavica partendo dall'altezza di Piazza Europa (allora inesistente) in galleria artificiale e procedendo in salita fino a poco prima dell'altezza del Porto Ulisse dove il binario usciva in profonda trincea portandosi sempre in ascesa a scavalcare in viadotto la Circonvallazione innestandosi infine nel binario precedente nella stazione di Catania Ognina.
Il tunnel di 1,34 km venne scavato a poca profondità nella roccia basaltica della colata lavica del 1381 ed in parte realizzato a cielo aperto e poi ricoperto.
Nonostante il previsto raddoppio dei binari venne realizzato a semplice binario con la sola doppia imboccatura parallela di circa 100 m, dal lato del Deposito Locomotive di Catania, mai utilizzata. Venne perduta una occasione preziosa dato che il successivo sviluppo urbanistico dei quartieri soprastanti portò alla costruzione di alti palazzi che hanno complicato recentemente la scelta del percorso per il raddoppio nell'ambito della costruzione del Passante ferroviario di Catania con seri problemi strutturali da risolvere e alti costi di realizzazione.
Il secondo tunnel, in parte parallelo al primo, venne appaltato l'11 maggio 2005; gli scavi ebbero termine il 20 dicembre 2009 e il tracciato venne attivato nel gennaio 2011 instradandovi provvisoriamente tutto il traffico ferroviario della linea per consentire l'esecuzione dei lavori di riadattamento di sagoma e consolidamento del vecchio tunnel. Nel 2009, circa a metà di entrambe le gallerie, venne scavata e costruita una nuova stazione interamente in sotterraneo denominata Picanello. Nell'estate 2017, con la riapertura all'esercizio del primo tunnel e l'attivazione delle 3 nuove stazioni di Europa, Picanello e Ognina, è stato completato il raddoppio della tratta Fiumefreddo di Sicilia - Catania Centrale.